# Gregarina irregularis
Gregarina irregularis is een soort in de taxonomische indeling van de Myzozoa, een stam van microscopische parasitaire dieren. Het organisme komt uit het geslacht Gregarina en behoort tot de familie Gregarinidae. Gregarina irregularis werd in 1893 ontdekt door Minchin.